# Eduardo Ithurbide
Eduardo Ithurbide – piłkarz urugwajski, napastnik.
Ithurbide w 1933 roku razem z klubem Club Nacional de Football zdobył mistrzostwo Urugwaju. Sukces ten powtórzył w 1934 roku.
Jako piłkarz Nacionalu wziął udział w turnieju Copa América 1937, gdzie Urugwaj zajął czwarte miejsce. Ithurbide zagrał w trzech meczach - z Paragwajem (w 70 minucie zmienił go Adelaido Camaití), Brazylią (w 76 minucie zmienił go Braulio Castro) i Argentyną (zdobył bramkę).
W 1940 roku grał już w argentyńskim klubie CA Platense.
Ithurbide od 15 maja 1932 roku do 23 stycznia 1937 roku rozegrał w reprezentacji Urugwaju 7 meczów.